# Piąta czarownica
Piąta czarownica (ang. The 5th Witch) – powieść z gatunku horroru autorstwa Grahama Mastertona, wydana w 2008 roku.

## Opis fabuły
W Los Angeles władze przejmują trzej gangsterzy za pomocą trzech czarownic. W samochodzie giną trzej detektywi w wyniku pożaru. Dan Fisher prosi o radę swojego starego ojca, dawnego iluzjonistę. Ku wielkiemu zdziwieniu Dan dowiaduje się, że jego sąsiadka, Annie Conjure również para się magią jakiej używają trzy czarwonice. Rozpętuje się prawdziwa batalia. Kto zwycięży? Kto zginie? Co się stanie z Miastem Aniołów?